# Moravská Nová Ves
Moravská Nová Ves – miasteczko na Morawach, w Czechach, w kraju południowomorawskim. Według danych z 18 lutego 2011 liczba jego mieszkańców wyniosła 2630 osób.
W mieście jest stacja kolejowa Moravská Nová Ves.